# Yulia Zykova
Yulia Andreïevna Zykova (en russe : Юлия Андреевна Зыкова), née le 25 novembre 1995 à Krasnoïarsk (Russie), est une tireuse sportive russe, médaillée d'argent en tir à la carabine à 50 m 3 positions aux Jeux olympiques d'été de 2020.

## Carrière
Aux Championnats du monde 2018, elle monte sur la troisième marche du podium en carabine à 50 m 3 positions féminin par équipes.
Lors des Jeux olympiques d'été de 2020, Yulia Zykova remporte la médaille d'argent en carabine à 50 m 3 positions derrière la Suisse Nina Christen.

## Palmarès

### Jeux olympiques
- médaille d'argent en tir à la carabine à 50 m 3 positions aux Jeux olympiques d'été de 2020 à Tokyo

### Championnats du monde
- médaille de bronze en tir à la carabine à 50 m 3 positions par équipes féminine aux Championnats du monde 2018 à Changwon

### Championnats d'Europe
- médaille d'or en tir à la carabine à 20 m par équipes féminine aux Championnats d'Europe 2021 à Osijek
- médaille d'or en tir à la carabine à 50 m 3 positions par équipes féminine aux Championnats d'Europe 2021 à Osijek
- médaille d'or en tir à la carabine à 50 m 3 positions par équipes mixte aux Championnats d'Europe 2021 à Osijek
- médaille d'or en tir à la carabine à 50 m couché aux Championnats d'Europe 2019 à Bologne
- médaille d'argent en tir à la carabine à 50 m 3 positions aux Championnats d'Europe 2021 à Osijek

### Jeux européens
- médaille d'or en tir à la carabine à 50 m 3 positions aux Jeux européens de 2019 à Minsk